# Amtsbezirk Mykossen
Der Amtsbezirk Mykossen war ein preußischer Amtsbezirk im Kreis Johannisburg (Regierungsbezirk Gumbinnen, ab 1905 Regierungsbezirk Allenstein) in der Provinz Ostpreußen, der am 8. April 1874 gegründet wurde. Der Amtsbezirk erhielt am 15. November 1938 den Namen Amtsbezirk Arenswalde.
Der Amtsbezirk, mit Sitz in Mykossen (1938–1945 Ahrenswalde, heute Mikosze), bestand ursprünglich aus acht Dörfern, am Ende waren es aufgrund von Strukturveränderungen noch sechs.
| Name        | Geänderter Name 1938 bis 1945 | Polnischer Name | Bemerkungen                                   |
| ----------- | ----------------------------- | --------------- | --------------------------------------------- |
| Czarnen     | Herzogsdorf                   | Czarne          |                                               |
| Gregersdorf |                               | Grzegorze       |                                               |
| Gronden     | Grunden                       | Grądy           | 1928 in die Stadtgemeinde Arys eingemeindet   |
| Gurra       | Gebürge                       | Góra            |                                               |
| Mykossen    | Arenswalde                    | Mikosze         |                                               |
| Odoyen      | Nickelsberg                   | Odoje           |                                               |
| Pianken     | Altwolfsdorf                  | Pianki          |                                               |
| Rzesniken   | Försterei Nickelsberg         | Rzęśniki        | 1928 in die Landgemeinde Odoyen eingegliedert |

Am 1. Januar 1945 bestand der Amtsbezirk Arenswalde aus den Dörfern: Altwolfsdorf, Arenswalde, Gebürge, Gregersdorf, Herzogsdorf und Nickelsberg.